# Formați „F” de la „Frankenstein”
„Formați „F” de la „Frankenstein”” (engleză: Dial F for Frankenstein) este o povestire științifico-fantastică scrisă de autorul britanic Arthur C. Clarke.  A apărut inițial în revista Playboy din ianuarie 1965. „Formați „F” de la „Frankenstein”” a fost publicată în colecția de povestiri The Wind from the Sun (1972).
În limba română a fost tradusă de Mihai-Dan Pavelescu  și a apărut în colecția de povestiri Lumina întunericului din 2002 în Colecția Sci-Fi a Editurii Teora.